# SN 1956G
SN 1956G – supernowa odkryta 10 marca 1956 roku w galaktyce LEDA0091272. W momencie odkrycia miała maksymalną jasność 19,30m.